# Jo Anne Van Tilburg
Jo Anne Van Tilburg, née en 1942, est une archéologue américaine surtout connue pour ses recherches sur les statues de l'île de Pâques. Sa principale spécialité est l'art rupestre et est considérée comme l'une des plus grandes expertes mondiales en matière des Moaï de Pâques.

## Biographie

### Formation
Van Tilburg naît à Minneapolis en 1942. Déjà petite, elle s'intéresse à l'Île de Pâques. Elle obtient un diplôme de l'Université du Minnesota et devient professeur de lecture dans un collège de South Whittier et éducatrice spécialisée dans une école primaire avant d'abandonner son travail en 1974 pour élever sa fille. En 1977, c'est la mère d'une camarade de sa fille qui l'invite à assister aux fouilles archéologiques préventives en cours sur le site d'un immeuble en construction. Lors de cette observation, la responsable des fouilles les emmène à observer des pictogrammes Chumash sur un affleurement rocheux. Ce déclic l'amène à retourner à l'Université de Californie à Los Angeles afin d'étudier l'archéologie et elle obtient son doctorat en 1986. En 1981, elle se rend pour la première fois sur l'Île de Pâques dans le cadre d'une équipe de fouilles bénévoles.

### Carrière
Elle mène des travaux saisonniers sur le terrain dans le Pacifique depuis 1982, notamment dans la République des Palaos et sur l'île de Pâques. Elle travaille en étroite collaboration avec la communauté de l'Île de Pâques pour inventorier, décrire et cataloguer les statues Moaï. Ce projet est considéré comme achevé à 80% en 1995 avec plus de 883 statues identifiées et documentées par plus de 10 000 photographies et 4000 dessins et cartes. Ce projet, fondé en 1982, porte le nom de Easter Island Statue Project et Jo Anne en est fondatrice et directrice. Elle mène ce projet avec l'artiste Rapa Nui Cristián Arévalo, co-directeur du projet.
En 1989, Van Tilburg fonde le Rapa Nui Outrigger Club (RNOC) en tant que club sportif et partie intégrante de Kahu Kahu O Hera, une association d'artisans, d'anciens et autres de l'île de Pâques. Ce club parvient à réintroduire la construction et l'utilisation de pirogue à balancier, symbole de la culture polynésienne disparu de l'île.
En 1995, elle entreprend de mettre à l'épreuve les théories concernant le déplacement des statues moaï. Elle utilise des données ostéologiques afin d'estimer l'homme moyen de l'Île de Pâques et les besoins énergétiques nécessaires pour ce déplacement. Sur base de la théorie du transport des statues à l'horizontal, elle estime alors qu'il faut l'aide de 63 personnes et environ 30 heures de travail. Le travail de levée peut prendre trente heures de travail supplémentaires.
Depuis 1995, étudie la vie de l'archéologue Katherine Routledge, la première femme (en compagnie de son mari et collègue anthropologue William Scoresby Routledge) à mener des travaux de terrain sur l'île de Pâques et dans le Pacifique. Van Tilburg écrit une biographie de Routledge intitulée Among Stone Giants: The Life of Katherine Routledge and Her Remarkable Expedition to Easter Island.
Depuis 1997, Jo Anne est directrice des archives d'art rupestre, et dirige le programme "Captured Visions", un projet d'enregistrement d'art rupestre primé dans le Désert des Mojaves, dans le Grand Bassin. Au cours de ce projet, des milliers de dessins sont découverts, impliquant la contribution de nombreuses tribus amérindiennes et amenant à la conclusion que la zone était utilisée comme poste commercial par plusieurs tribus.
En 1998, elle réalise un projet d'archéologie expérimentale visant à fabriquer et déplacer une réplique de statue sur l'île de Pâques. Un film documentaire et un site Web retracent l'expérience.
En 2018, elle achève les importantes fouilles de la carrière de moaï de Rano Raraku.
Jo Anne Van Tilburg est considérée comme l'une des plus grandes expertes mondiales en matière de statues de l'Île de Pâques,. Elle milite activement pour la préservation et la conservation des moaï et l'intégration du symbolisme et de la structure dans la recherche archéologique. Elle intègre les processus sociaux, artistiques et l'écologie dans le cadre de ses recherches sur le terrain. Elle siège durant deux mandats en tant que membre élu du conseil consultatif du National Park Service.
En octobre 2022, à la suite d'un incendie qui cause des dommages importants aux moaï, elle fait état des différentes menaces qui pèsent sur ces statues tel que le réchauffement climatique ou l'activité humaine. Les rangées de statues situées le long de la côte sont victimes de l'élévation du niveau de l'océan et de l'érosion des côtes.

## Récompenses
En 2001, elle reçoit le California Governor's Historic Preservation Awards pour ses recherches effectuées à Little Lake Ranch, Rose Valley, Inyo County. Une publication en résulte,,.
En 2018, elle reçoit le prix de la Fondation Mata Ki Te Rangi pour son travail sur les statues moaï.

## Publications
- Jo Anne Van Tilburg, HMS Topaze on Easter Island: Hoa Hakananai'a and Five Other Museum Sculptures in Archaeological Context, vol. 73, London, British Museum Press, coll. « Occasional Papers », 1992
- Jo Anne Van Tilburg, Among Stone Giants: The Life of Katherine Routledge and Her Remarkable Expedition to Easter Island, New York, Scribner's, 2003 (ISBN 0-7432-4480-X, lire en ligne )
- Jo Anne Van Tilburg, Hoa Hakananai'a, London, British Museum Press, coll. « Objects in Focus », 2004 (ISBN 978-0714150246)
- Jo Anne Van Tilburg, Remote Possibilities: Hoa Hakananai'a and HMS Topaze on Rapa Nui, vol. 158, London, British Museum Press, coll. « British Museum Research Papers », 2006 (ISBN 978-0861591589)
- (en) John C. Bretney, Gordon Hull et Jo Anne Van Tilburg, Rock Art at Little Lake: An Ancient Crossroads in the California Desert, Cotsen Institute of Archaeology Press, 31 décembre 2012 (ISBN 978-1-950446-05-6, lire en ligne)